# Quick Change
Quick Change (bra: Não Tenho Troco) é um filme americano de 1990 dirigido por Bill Murray e Howard Franklin (em sua estreia na direção) e escrito por Franklin. Baseado no romance de mesmo nome de Jay Cronley, com as estrelas do filme Murray, Geena Davis, Randy Quaid, e Jason Robards. Quick Change segue três amigos em um elaborado assalto a banco e sua subsequente fuga.

## Enredo
Grimm, vestido como um palhaco, rouba um banco no centro de Manhattan. Ele cria uma engenhosa situação de reféns amarrando dinamite falsa em suas cinturas e consegue escapar com US $1 milhão junto com seus cúmplices: sua namorada Phyllis e seu melhor amigo Loomis.
O assalto em si é relativamente simples e fácil, mas a fuga se transforma em um pesadelo. O ato relativamente simples de chegar ao aeroporto para pegar um voo para fora do país é complicado pelo fato de que o destino, a sorte e toda a cidade de Nova York parecem estar conspirando contra sua fuga.
Para começar, o trio está buscando a via expressa para chegar ao aeroporto, mas os sinais foram removidos durante obras, resultando nos três ladrões se perdendo em um bairro desconhecido no Brooklyn. Então, um vigarista rouba o trio de tudo o que eles têm (exceto o dinheiro do banco, que eles guardaram sob suas roupas).
Depois de vestir roupas novas no apartamento de Phyllis, eles são confrontados e quase mortos a tiros pelo inquilino paranóico e estressado. Ao mesmo tempo, um incêndio começou do outro lado da rua e o corpo de bombeiros chega e empurra o carro deles para longe de um hidrante fazendo com que ele role ladeira abaixo e depois desça um aterro.
Quando os três bandidos finalmente conseguem chamar um táxi, o motorista estrangeiro sua língua. Isso faz com que um Loomis histérico pule do carro em movimento para pegar outro táxi, mas ele bate numa banca de jornal, deixando inconsciente. O motorista sai, pensando que matou Loomis. Um motorista de ônibus Anal-retentivo, um encontro com mafiosos e o crescente desespero de Phyllis para contar a Grimm a notícia de que ela está grávida de seu filho adicionam mais complicações.
O tempo todo, Rotzinger, um chefe cansado do mundo, mas implacável do Departamento De Polícia Da Cidade De Nova York, está obstinadamente tentando prender o trio em fuga. Uma reunião a bordo de um avião no aeroporto ocorre entre os ladrões e o chefe, que recebe o prêmio adicional de ter um grande chefe do crime caído em seu colo com a ajuda deles. Infelizmente, o chefe só percebe quem eles eram depois que o avião decolou.

## Elenco
- Bill Murray como Grimm
- Geena Davis como Phyllis
- Randy Quaid como Loomis
- Jason Robards como Chefe Rotzinger
- Philip Bosco como o motorista de ônibus
- Bob Elliott como o guarda do banco
- Phil Hartman como Sr. Edison
- Tony Shalhoub como o taxista
- Victor Argo como Skelton
- Stanley Tucci como Johnny
- Kathryn Grody como Sra. Edison
- Richard Joseph Paul como Tenente Jameson
- Jamey Sheridan como o assaltante
- Kurtwood Smith como Russ Crane / Lombino